# Ројт (Фогтланд)
Ројт (њем. Reuth) општина је у њемачкој савезној држави Саксонија. Једно је од 45 општинских средишта округа Фогтланд. Према процјени из 2010. у општини је живјело 1.025 становника. Посједује регионалну шифру (AGS) 14523350.

## Географски и демографски подаци
Ројт се налази у савезној држави Саксонија у округу Фогтланд. Општина се налази на надморској висини од 600 метара. Површина општине износи 30,7 km². У самом мјесту је, према процјени из 2010. године, живјело 1.025 становника. Просјечна густина становништва износи 33 становника/km².